# Koszówkowate
Koszówkowate, koszówki (Psychidae) – rodzina przeważnie małych, niepozornych szaro lub brunatno ubarwionych motyli nocnych należących do grupy tzw. Macrolepidoptera. W Palearktyce znanych jest 396 gatunków (Sauter i Hattenschwiller, 1991), zaś w Polsce występuje 37 gatunków (Marciniak, 2000), jednakże status taksonomiczny części z nich pozostaje nadal otwarty, dlatego liczba może ulec zmianie. 

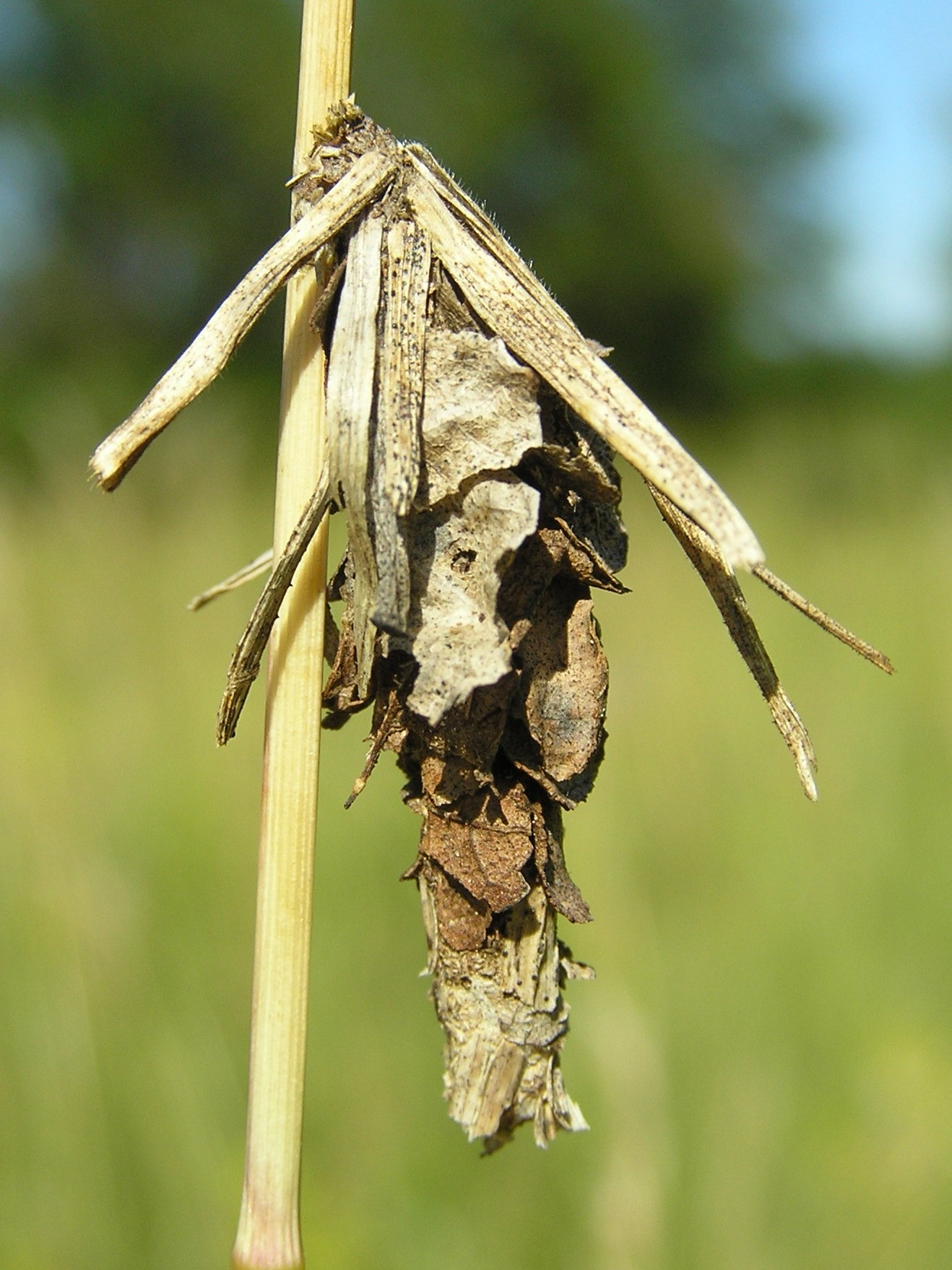
Gąsienica gatunku Canephora hirsuta

Gąsienice przez całe życie przebywają w koszyczku, czyli uprzędzionym worku, który budują zaraz po wykluciu z jaja i który powiększają w miarę swojego wzrostu. Gąsienica wystawia z niego tylko głowę i nogi tułowiowe zaś pozostała część ciała przebywa wewnątrz. W przypadku zaniepokojenia natychmiast cała chowa się do środka. Rozmiary koszyczka, sposób budowy, materiał budulcowy są bardzo zróżnicowane. Najmniejsze mają długość kilka mm, a największe (egzotyczne) nawet do 30 cm. Z zewnątrz koszyczki są oblepione w charakterystyczny sposób najczęściej kawałkami łodyg czy liści roślin, patyczkami, ziarnami piasku, ziemią, drobnymi kamyczkami, czasem chitynowymi szczątkami owadów. Sposób budowy jest zwykle charakterystyczny dla gatunku, dzięki czemu możliwa jest identyfikacja, jednakże często rozróżnienie gatunków w obrębie rodzaju po budowie koszyczka nie należy do łatwych, lub jest niemożliwe.
Rozwój gąsienic części gatunków krajowych trwa rok, zaś pozostałych dwa lata. Po zakończeniu żerowania gąsienice często wędrują szukając właściwego miejsca do przepoczwarzenia. Po znalezieniu odpowiedniego miejsca (mur, pień drzewa, słup, płot itp.) gąsienice przytwierdzają koszyczek częścią głowową do podłoża, zalepiają otwór, a następnie obracają się wewnątrz tak aby głowa poczwarki była skierowana w stronę drugiego otworu, przez który będzie mógł się wydostać motyl. Gąsienice części gatunków przepoczwarzają się bezpośrednio na roślinie, na której wcześniej żerowały (np. trawy). 

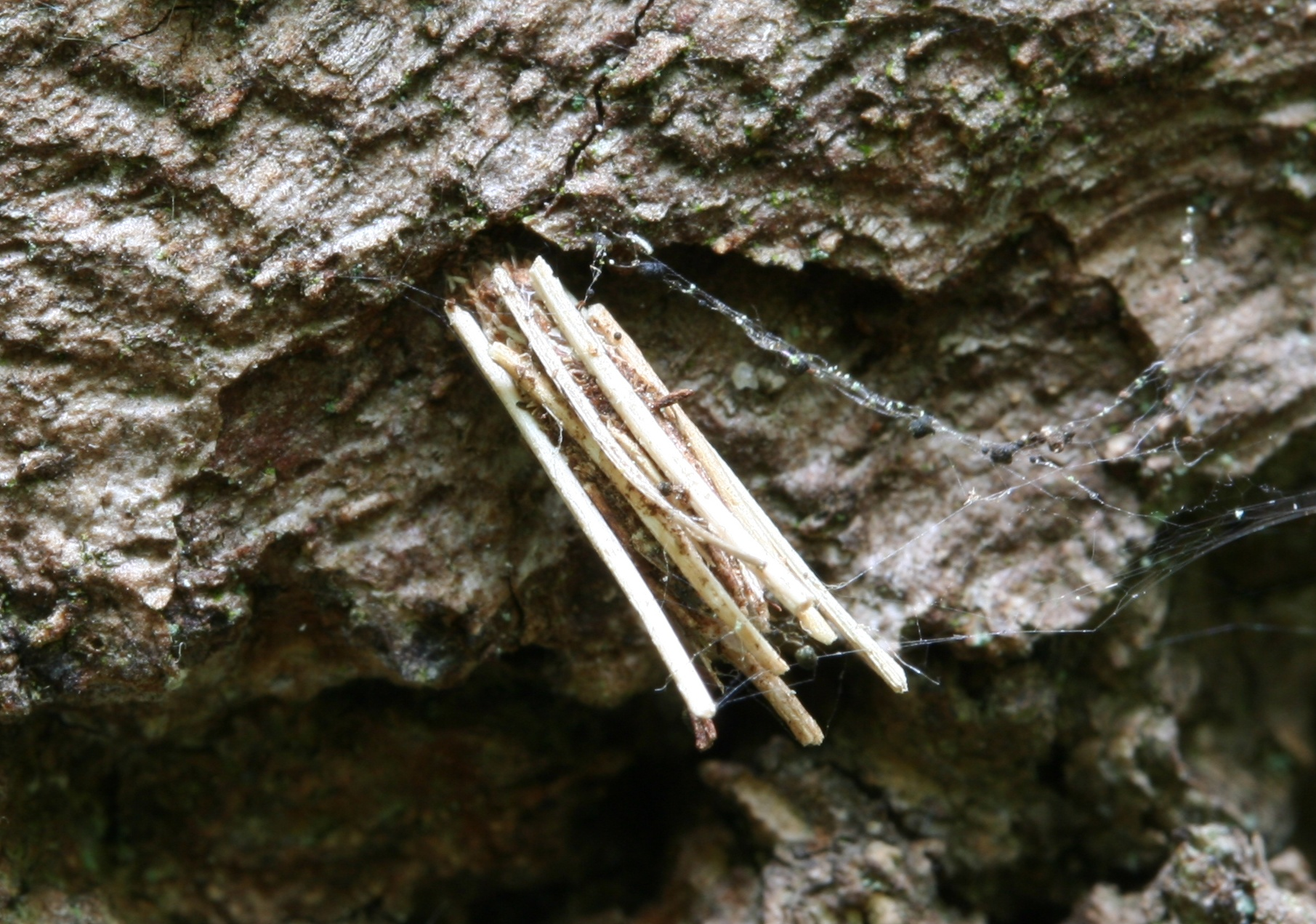
Psyche casta

Postacie doskonałe w zdecydowanej większości przypadków wykazują duży dymorfizm płciowy. Samce wszystkich gatunków są uskrzydlone, zaś samice bardzo często nie posiadają skrzydeł, a nawet nóg i czułków. W faunie krajowej samice tylko czterech gatunków mają w pełni rozwinięte skrzydła i są zdolne do lotu: Diplodoma laichartingella (Goeze), Narycia duplicella (Goeze), Narycia astrella (Herrich-Schäffer), oraz Melasina ciliaris (Ochsenheimer). Bezskrzydłe samice z normalnie rozwiniętymi nogami po wykluciu wychodzą na zewnątrz koszyczka i tam oczekują samca, a po zapłodnieniu składają jaja do wnętrza koszyczka. Samice z uwstecznionymi skrzydłami i nogami po wyjściu z poczwarki pozostają w koszyczku i samiec w celu zapłodnienia musi wsunąć swój odwłok do środka koszyczka. Jaja są wówczas składane do egzuwium poczwarki. Jednakże część bezskrzydłych i beznogich samic nawet nie opuszcza egzuwium. Poczwarka pęka, a samiec po wsunięciu odwłoka do koszyczka musi przebić się przez ściankę poczwarki. Jaja składane są w egzuwium, w którym notabene samica nadal przebywa. W faunie krajowej jest także kilka gatunków występujących w formach partenogenetycznych. Są to Dahlica triquetrella (Hübner), Dahlica lichenella (Linnaeus), oraz Apterona helicoidella (Vallot). W ich przypadku samica po wykluciu od razu przystępuje do składania jaj. Czas życia imago trwa od kilku godzin do kilkunastu dni (można podać za przykład samce Megalophanes viciella (Dennis & Schiffermuller), które wyklute w nocy w warunkach hodowlanych, rano były już martwe). Także pora wylotu postaci doskonałej z poczwarki jest często charakterystyczna dla gatunku.
Podobnie jak i inne Lepidoptera, koszówki wykazują znaczne preferencje środowiskowe, związane między innymi z występowaniem roślin żywicielskich. Gąsienice żerują na różnych roślinach zielnych, trawach, drzewach, porostach. Część gatunków preferuje wyłącznie jeden typ środowiska, np. torfowisko, wrzosowisko, inne zaś można spotkać w wielu miejscach i to zarówno w lasach i parkach jak i w terenach otwartych. 
Oznaczanie Psychidae należy do czynności często bardzo trudnych ze względu na znaczne podobieństwo postaci doskonałych jak również koszyczków gąsienic. W faunie krajowej w przypadku niektórych rodzajów charakterystyczne jest, że gąsienice tego samego rodzaju budują podobne koszyczki jest to szczególnie widoczne w przypadku rodzajów: Dahlica, Epichnopterix, Sterrhopterix, czy Megalophanes. Jednakże czasem identyfikacja gatunku jest możliwa od razu na pierwszy rzut oka bo budowie koszyczka, można tu podać za przykład wspomniany wcześniej gatunek Apterona helicoidella, którego koszyczki są zwinięte w kształcie muszli ślimaka, lub Bacotia claustrella (Bruand), którego gąsienice trzymają koszyczek zawsze pod kątem prostym do podłoża, tak więc na pionowym pniu koszyczek sterczy poziomo.

## Galeria

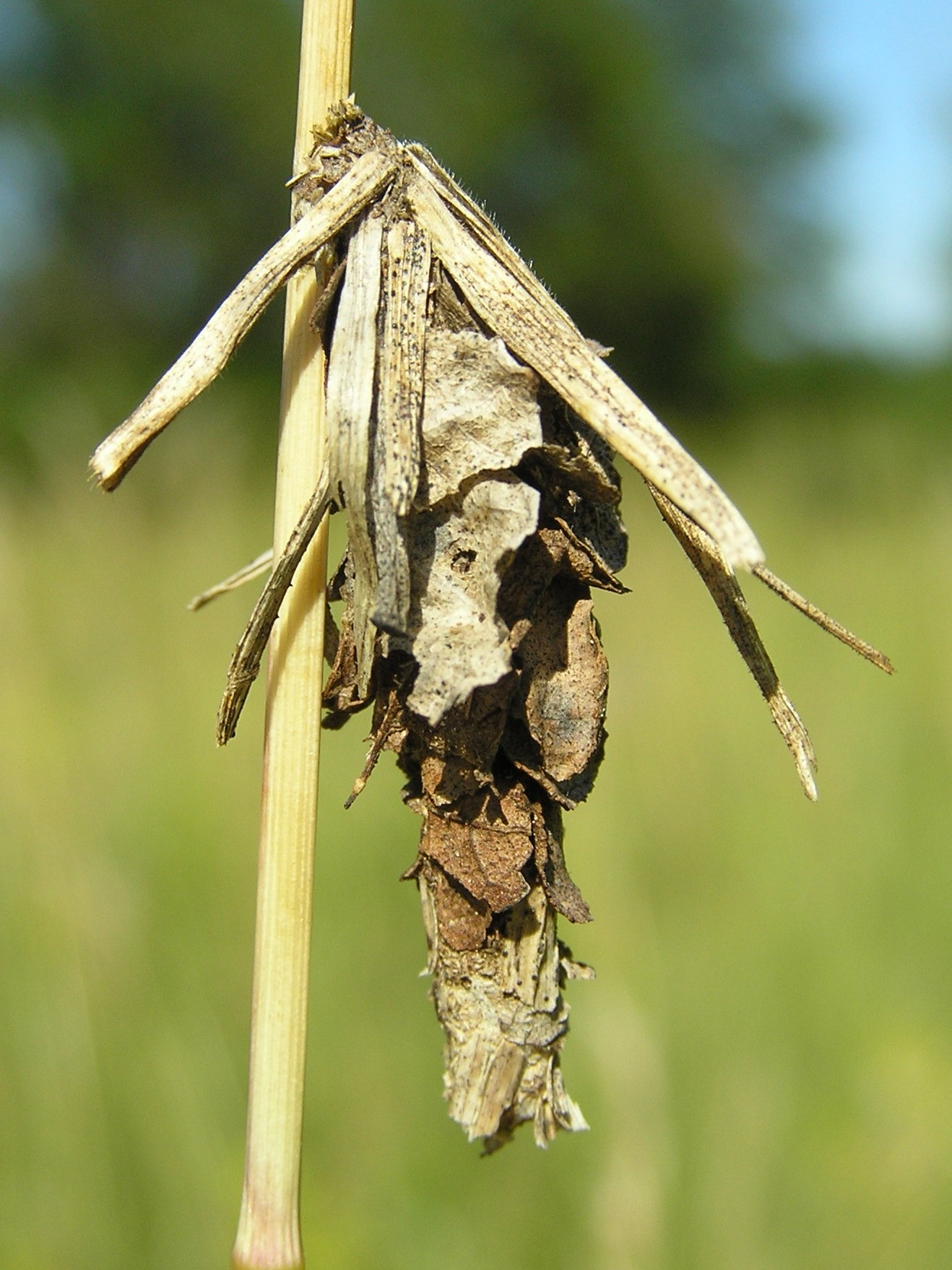
Canephora hirsuta
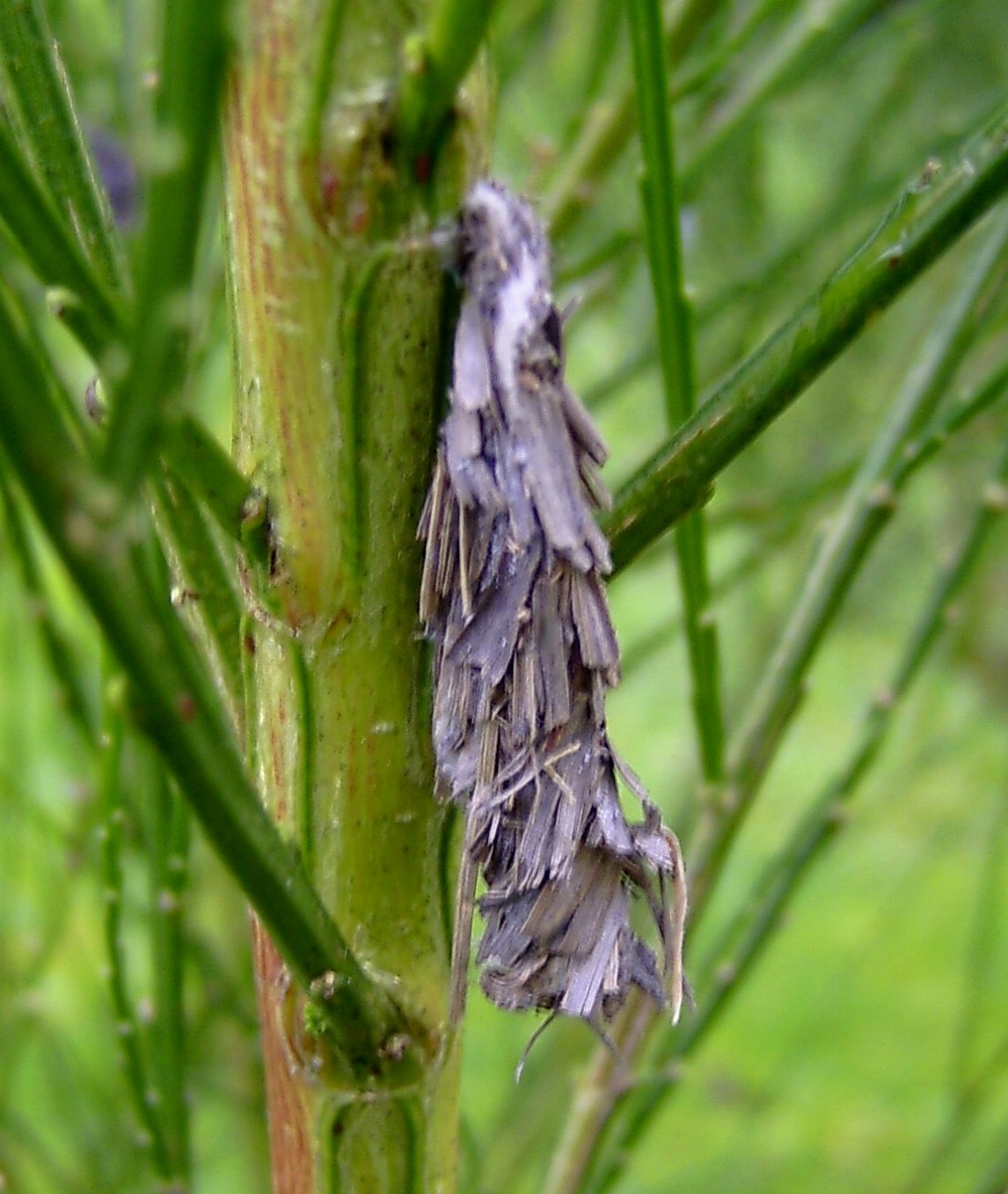
Pachythelia villosella
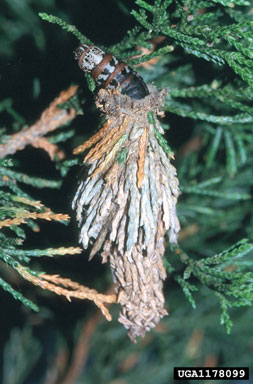
Thyridopteryx ephemeraeformis
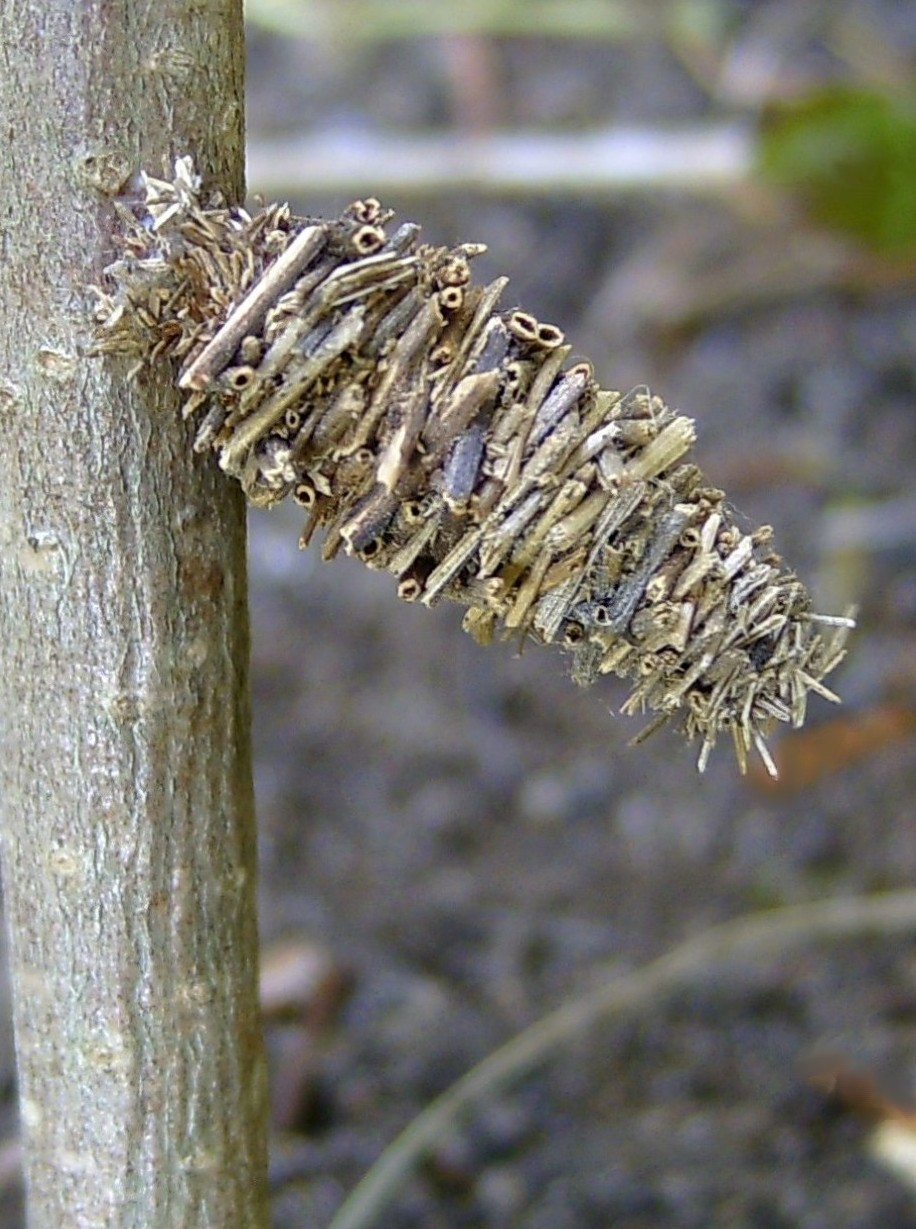
Megalophanes viciella
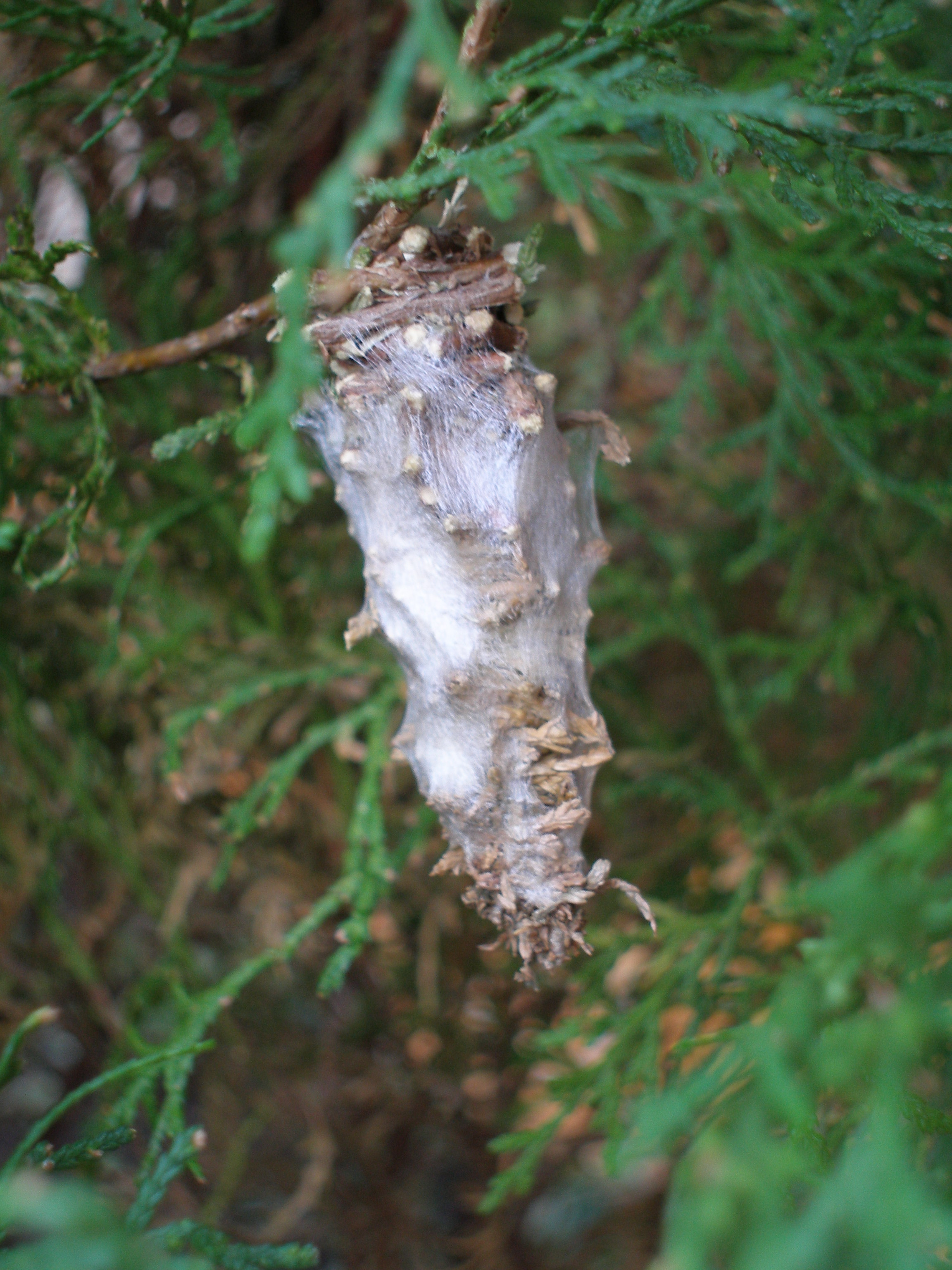
Oiketicus kirbyi
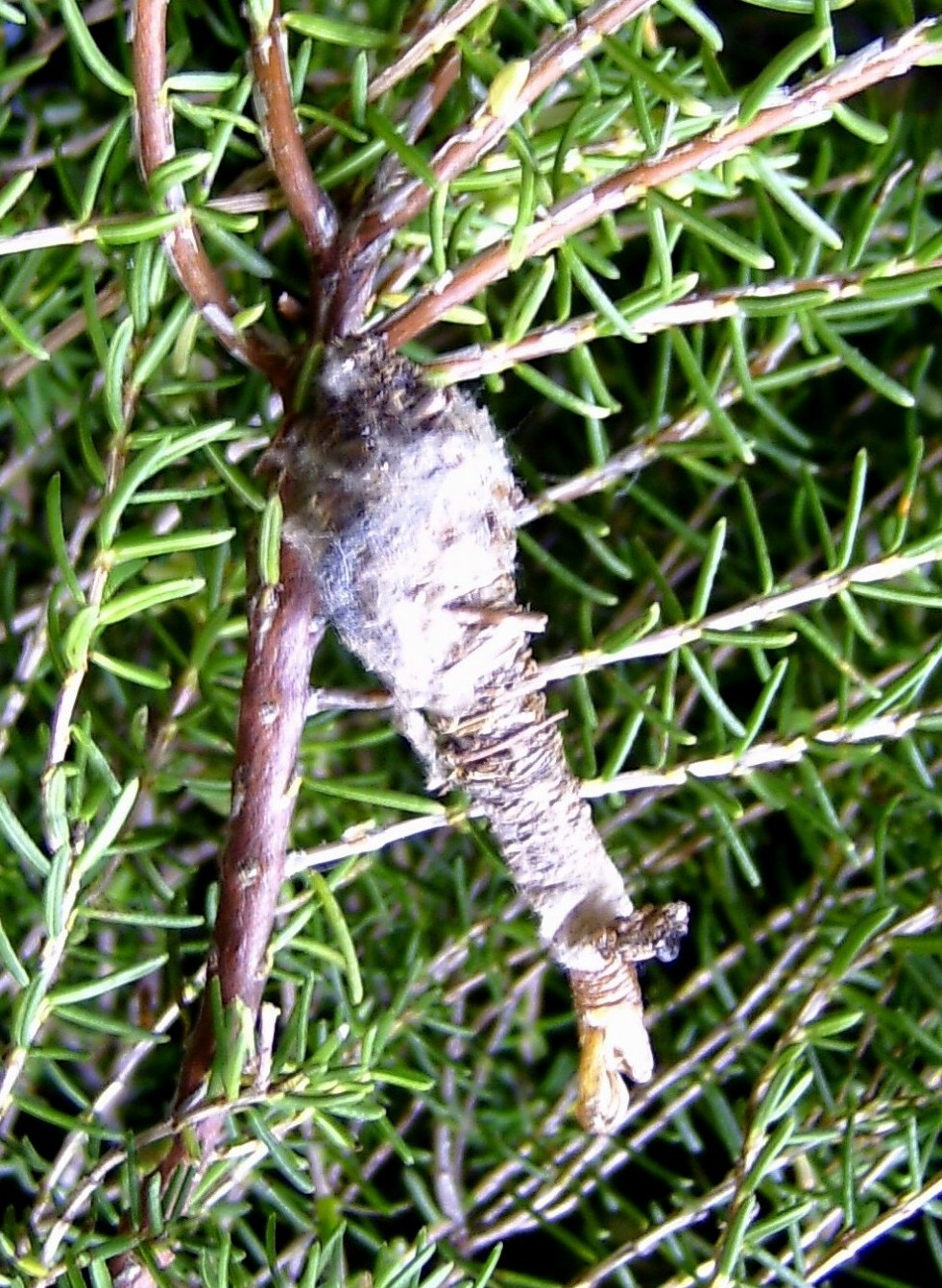
Phalacropterix graslinella
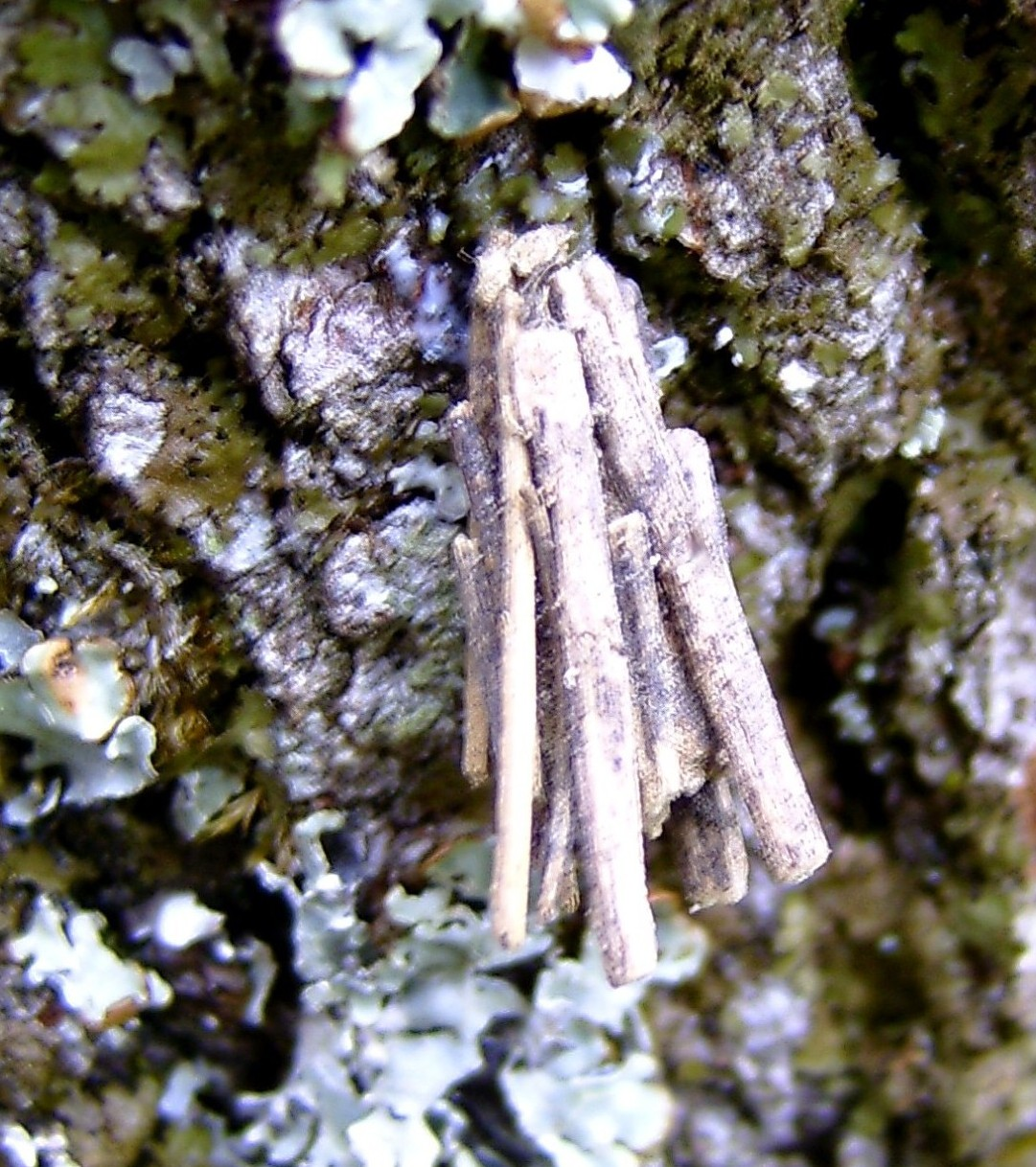
Psyche crassiorella
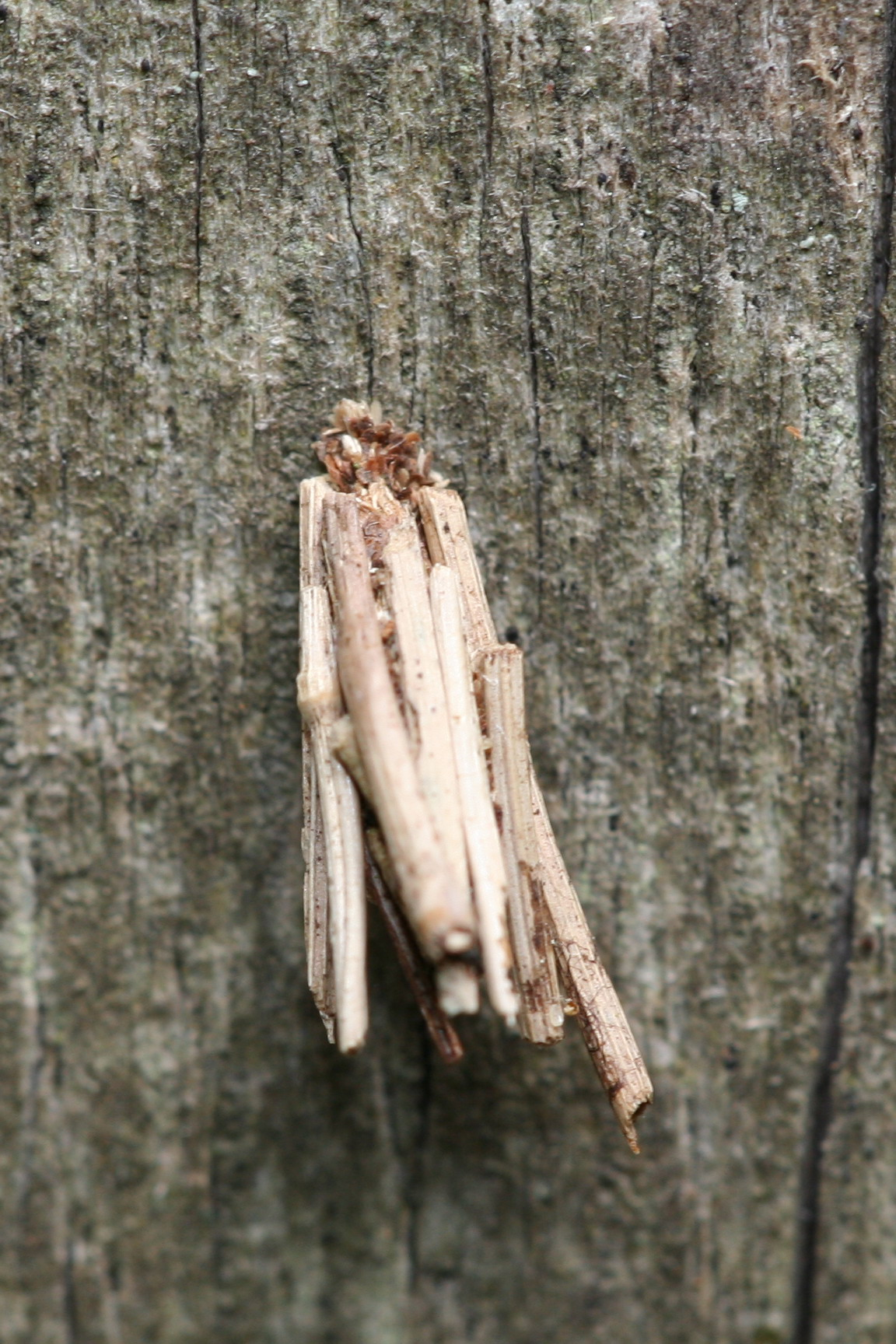
Psyche casta
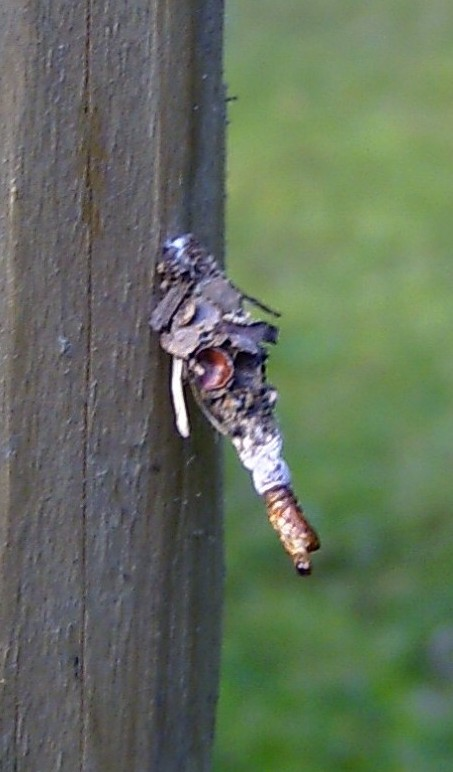
Sterrhopterix fusca
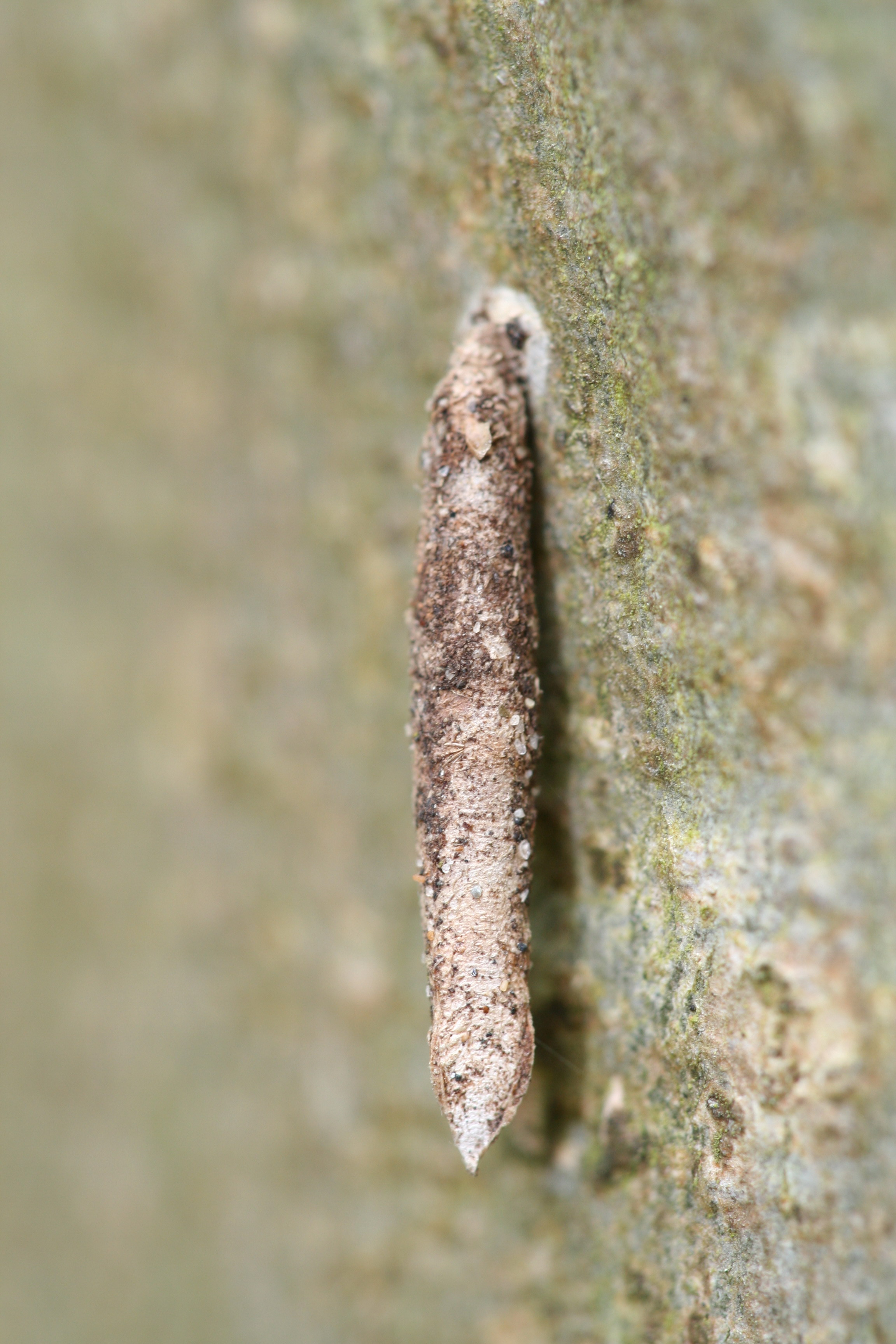
Taleporia tubulosa
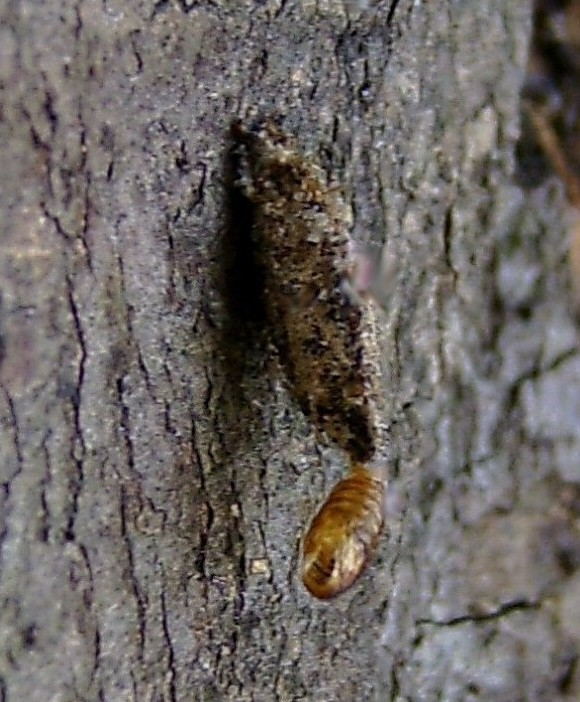
Dahlica triquetrella
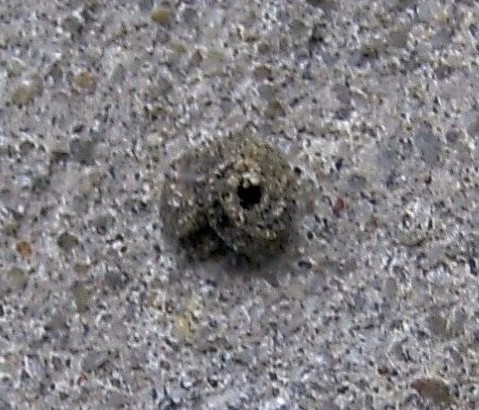
Apterona helicoidella